# نادی‌کرکی
نادی‌کِرِکی (به مجاری:  Nagykereki) یک شهرداری در مجارستان است که در ناحیه برتیواوی‌فالو واقع شده‌است. نادی‌کرکی ۳۷٫۲۷ کیلومتر مربع مساحت و ۱٬۲۷۵ نفر جمعیت دارد.